# Уэно, Масаэ
Масаэ Уэно (яп. 上野雅恵 Уэно Масаэ, род. 17 января 1979, Асахикава, Хоккайдо, Япония), в ряде источников Масае Уено — японская дзюдоистка. Двукратная Олимпийская чемпионка игр 2008 года в Пекине и игр 2004 года в Афинах. Двукратная чемпионка мира 2001 и 2003 годов. Чемпионка Азии 2008 года. Выступала в весовой категории до 70 кг.

## Выступления на Олимпиадах
| Олимпмада  | Дисциплмна              | Место   |
| ---------- | ----------------------- | ------- |
| Афины 2004 | дзюдо, женщины до 70 кг | 1 место |
| Пекин 2008 | дзюдо, женщины до 70 кг | 1 место |